# Fuad Poladov
Fuad Agarakhim oglu Poladov (* 24. Mai 1948 in Baku; † 4. oder 5. Mai 2018 ebenda) war ein aserbaidschanischer Theater- und Filmschauspieler. 1987 wurde er als Volkskünstler der Aserbaidschanischen SSR ausgezeichnet.

## Biografie
Poladov absolvierte das Schauspielstudio von Adil Isgandarov im Filmstudio Aserbaidschanfilm. Von 1967 bis 1972 studierte er an der Schauspiel- und Filmschauspielfakultät des Aserbaidschanischen Staatlichen Instituts der Künste.
Seine erste Rolle spielte er 1966 im Film „Die Ermittlungen gehen weiter“. 1967–1972 war er Student der Fakultät für Schauspiel und Kino und Schauspieler des Aserbaidschanischen Staatlichen Instituts der Künste, benannt nach M. A. Aliyeva. Am 20. März 1987 wurde ihm der Ehrentitel Volkskünstler der Aserbaidschanischen SSR verliehen. Insgesamt spielte er in 43 Filmen mit und spielte viele Rollen in Theatern in Baku. Seit 1989 am russischen Dramatheater namens Samed Vurgun tätig.
Im Oktober 2016 verließ Poladov das Aserbaidschanische Staatliche Akademische Nationale Schauspieltheater und arbeitete weiter am Russischen Schauspieltheater Samed Vurgun.
Im Mai 2018 starb Fuad Poladov infolge einer Krebserkrankung. Er wurde in Baku beigesetzt.